# Laterns
Laterns là một đô thị thuộc huyện Feldkirch thuộc bang Vorarlberg, Áo. Đô thị Laterns có diện tích 43,79 km², dân số thời điểm năm 2006 là 726 người. 